# Carlot-ta
Carlotta Sillano, conosciuta con il nome d'arte di Carlot-ta (Vercelli, 31 maggio 1990), è una cantautrice e pianista italiana.

## Biografia
Inizia a suonare il pianoforte all'età di cinque anni e la chitarra durante l'adolescenza. Dopo gli esordi come chitarrista nella band Prerogative, formata con alcune amiche del liceo, si esibisce con il nome d'arte di Carlot-ta per la prima volta nel 2009.
Nel 2010 è ospite del Premio Tenco e si esibisce al Teatro Ariston insieme a Morgan, Nada, Renzo Arbore. Il suo album d'esordio, Make Me a Picture of the Sun, esce nel 2011 per Anna the Granny Records. Il disco riceve il Premio Ciampi come migliore opera prima, il Premio M.E.I. Supersound come miglior disco dell'anno e si classifica al secondo posto nella selezione della Targa Tenco per la migliore opera prima. All'uscita dell'album fa seguito un lungo tour di presentazione che porta Carlot-ta ad esibirsi, tra gli altri, sui palchi di MITO Settembre Musica, Auditorium Parco della Musica, Torino Jazz Festival, Jazz:re:found, sPaziale Festival.
Nel 2012 una sua canzone, Pamphlet, è utilizzata in una campagna pubblicitaria nazionale della casa automobilistica Ford. Nello stesso periodo Carlot-ta ha la possibilità di aprire i concerti di Gilberto Gil sui prestigiosi palcoscenici del Teatro romano di Fiesole e del Gran Teatro La Fenice di Venezia.
Nel 2013 partecipa alle selezioni per la sezione Giovani del Festival di Sanremo, presentando una canzone dal titolo "Dodecaneso (Prima che sia l'alba)".
Il suo secondo disco, Songs of Mountain Stream, prodotto da Rob Ellis, già all'attivo con PJ Harvey, Marianne Faithfull, Anna Calvi, esce nel settembre 2014 per l'etichetta indipendente Brumaio Sounds. Ambientato in uno scenario montano, fa uso di sample registrati tramite field recording sulle Alpi occidentali, care all'artista. Nello stesso anno Carlot-ta riceve il Premio SIAE alla Creatività nell'ambito del Festival dei due mondi di Spoleto.
Nel marzo 2018 pubblica il suo terzo album, Murmure, un disco per organo a canne, voce, percussioni ed elettronica, prodotto da Paul Evans ed uscito per Incipit Records/EGEA Music. L'album è presentato in un tour che attraversa chiese, templi e auditori.
Nel 2020 è pubblicato un EP dal titolo A Silent Night, contenente quattro carole natalizie riarrangiate e riarmonizzate.
Nel novembre 2024 annuncia l'uscita di un nuovo album dal titolo "Nella natura vuota dei simboli appassiti", il primo in lingua italiana, pubblicato non con lo pseudonimo Carlot-ta bensì con il nome e cognome anagrafico "Carlotta Sillano". Il disco è prodotto da Taketo Gohara e contiene 10 canzoni sui temi della natura, della conoscenza e della memoria.
Tra le sue influenze cita Tori Amos, Diamanda Galás, Joanna Newsom, e Édith Piaf.

## Discografia

### Album
- 2011 - Make Me a Picture of the Sun (Anna the Granny/Audioglobe)
- 2014 - Songs of Mountain Stream (Brumaio Sounds/Audioglobe)
- 2018 - Murmure (Incipit Records/EGEA Music)
- 2020 - A Silent Night - EP (Incipit Records/EGEA Music)
- 2024 - Nella natura vuota dei simboli appassiti (Incipit records/EGEA Music)

### Partecipazioni a compilation
- 2012 - Quello che conta (Morricone/Salce) in Sulle labbra di un altro (Ala Bianca)
- 2014 - Wintergarden (Barovero/Sillano) e Equatorial Rain (Barovero/Sillano) nella colonna sonora de La Luna su Torino (Peermusic)

### Altri brani
- 2012 - Prima di partire (Vallarino/Sillano) in Come il suono dei passi sulla neve di Zibba & Almalibre(Volume!/Warner)

## Videoclip
- Pamphlet - Regia di Stefano Lodovichi
- Féroce et Ridicule - Regia di Gabriele Gismondi
- Make me a Picture of the Sun - Regia di Fabio Gandolfi
- Basiliscus - Regia di Riccardo Bianco/Andrea Sanna
- White Fur - Prodotto da Headwood Studio e Eurofilm
- Cypressa - Regia di Danae Mauro
- The Barn Owl - Autoproduzione
- Virgin of the Noise - Regia di Andrea Dutto
- Sparrow - Autoproduzione
- Moderata Fonte - Regia di Gabriele Bertotti

## Riconoscimenti
- 2011 - Premio Ciampi per la migliore opera prima
- 2011 - Targa M.E.I. Supersound per il miglior disco dell'anno
- 2014 - Premio SIAE alla creatività